# Yann Roux
Pour les articles homonymes, voir Roux.
Yann Roux, né le 31 janvier 1957 à Rambouillet, est un footballeur français des années 1970 évoluant comme attaquant à l'Amicale de Lucé.

## Biographie
Yann Roux naît à Rambouillet et joue au football au Rambouillet Sports. À moins de vingt ans et avec deux autres rambolitains (Braun et Gisbert), Roux évolue en deuxième division nationale avec l'Amicale de Lucé pour la saison 1976-1977. Il participe à 26 journées et marque à cinq reprises.
Durant l'exercice suivant, Roux joue moins, ne prenant part qu'à seize matchs de D2 pour un seul but mais score à deux reprises en deux tours de Coupe de France.
La saison 1978-1979 est encore plus sporadique avec seulement trois rencontres de D2.
En 1979-1980, Yann joue autant avec l'équipe réserve lucéenne en Division 4 (sept matchs) qu'avec la première qui ne se maintient pas en D2 (sept matchs et un but).

## Statistiques
| Saison                | Club                  | Championnat           | Championnat | Championnat | Coupe(s) nationale(s) | Coupe(s) nationale(s) | Total | Total |
| Saison                | Club                  | Division              | M.          | B.          | M.                    | B.                    | M.    | B.    |
| 1976-1977             | Amicale de Lucé       | D2                    | 26          | 5           | -                     | -                     | 26    | 5     |
| 1977-1978             | Amicale de Lucé       | D2                    | 16          | 1           | 3                     | 2                     | 19    | 3     |
| 1978-1979             | Amicale de Lucé       | D2                    | 3           | -           | -                     | -                     | 3     | 0     |
| 1979-1980             | Amicale de Lucé       | D2                    | 7           | 1           | -                     | -                     | 7     | 1     |
| Total sur la carrière | Total sur la carrière | Total sur la carrière | 52          | 7           | 3                     | 2                     | 55    | 9     |